# 長門高等学校
長門高等学校（ながとこうとうがっこう）は、山口県長門市東深川にある私立高等学校。長門市内では、唯一の私立高校である。
現在の理事長は村田哲雄である。

## 沿革
- 1956年（昭和31年） - 学校法人長門高等学校設立、山口県立大津高等学校南校舎（旧・山口県立深川高等女学校）跡に商業科・家政科の2学科で開校。
- 1970年（昭和45年） - 普通科設置。
- 1973年（昭和48年） - 家政科廃止。

## 学科
全日制
- 普通科
- 商業科

通信制
- 普通科

## 著名な出身者
- 緒形健一 - シュートボクサー